# Asphodelococcus asphodeli
Asphodelococcus asphodeli är en insektsart som först beskrevs av Bodenheimer 1927.  Asphodelococcus asphodeli ingår i släktet Asphodelococcus och familjen ullsköldlöss. Inga underarter finns listade i Catalogue of Life.